# Waldemar von Radetzky

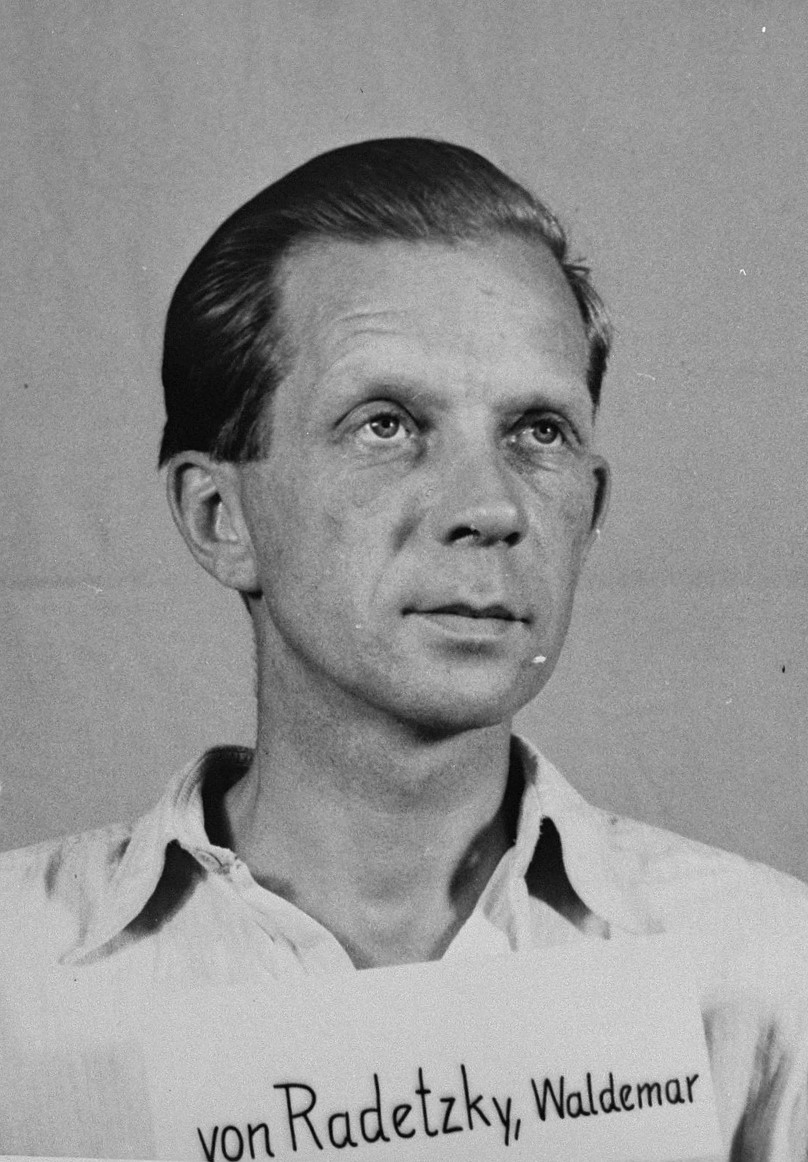
Waldemar von Radetzky

Waldemar von Radetzky, född den 8 maj 1910 i Moskva, död den 21 februari 1990 i Lindlar, var en tysk SS-officer.
von Radetsky, som uppnådde tjänstgraden SS-Sturmbannführer, var ställföreträdande chef för Sonderkommando 4a inom Einsatzgruppe C, som förövade massavrättningar av civilpersoner i Ukraina.
Vid Einsatzgruppenrättegången i Nürnberg 1947–1948 dömdes von Radetsky för krigsförbrytelser och brott mot mänskligheten till 20 års fängelse, men han frisläpptes redan 1951.